# Gilles Cohen-Tannoudji
Pour les articles homonymes, voir Gilles Cohen, Cohen et Cohen-Tannoudji.
Gilles Cohen-Tannoudji, né le 17 avril 1938 à Constantine en Algérie, est un physicien français, spécialiste de physique quantique. Il poursuit des recherches en philosophie des sciences.

## Biographie
Il est ancien élève de l'École polytechnique (promotion 1958) et docteur d’État en physique (1967). Il a passé toute sa carrière comme physicien théoricien au CEA (Département de physique théorique des particules élémentaires).
Il a été enseignant à Paris XI à Orsay et à l'INSTN.
Depuis 1998, il poursuit des recherches en philosophie des sciences et sur la physique quantique. Il contribue en particulier à faire connaître et faire étudier l’œuvre du philosophe Ferdinand Gonseth, avec le concept d'horizon attaché à la connaissance, philosophique ou scientifique. Il a donné de nombreux cours et conférences,, notamment dans le cadre de ses travaux au sein du LARSIM.
Il est le frère de Claude Cohen-Tannoudji et est marié à Jeanine (Maggy) Bijard. Les deux ont cinq enfants : Evelyne, Denis, Rémi, Laetitia et Mathilde. Son fils, Denis, a retracé l'histoire de la famille Cohen-Tannoudji, du Moyen Âge à nos jours.
Il travaille depuis 2015 sur la nature de l'énergie et de la matière sombre.

## Distinctions
- Prix Thibaud (1971)
- Chevalier de l'ordre des Palmes académiques (1993).
- Prix de la communication de la Direction des Sciences de la Matière (1996).
- Prix Jean-Perrin de la Société française physique (1996).

## Publications
- Relativité et quanta : Une nouvelle révolution scientifique..., avec Michel Spiro (Le Pommier/Universcience 2017);
- Le Boson et le chapeau mexicain, avec Michel Spiro (Gallimard 2013);
- Particules élémentaires et cosmologie : les lois ultimes ?, avec Michel Spiro (Pommier 2008);
- Max Planck et les quanta (Ellipses 2001);
- Universal constants in physics (McGraw-Hill 1993);
- Les Constantes universelles (Hachette 1991);
- L'Horizon des particules : Complexité et élémentarité dans l'univers quantique, avec Jean-Pierre Baton (Gallimard 1989);
- La Matière espace-temps, avec Michel Spiro (Fayard 1986, Gallimard 1989)